# 白背鬚鴷
屬於美洲拟啄木鸟科美洲擬鴷屬。該鳥為哥伦比亚特有种。國際自然保護聯盟（IUCN）將其評估為「易危物種」。
其自然棲息地有潮濕的热带山地森林、牧场和种植园。現今棲息地的丧失对該鳥构成了威胁。

## 分类学
該物种由英国鸟类学家萨尔文（Osbert Salvin）在1897年首次提及。其於安蒂奧基亞省，由普拉特（Antwerp Edgar Pratt）所發現。該鳥名称源於拉丁文「capito」（大头），和古希腊文「hupo」（在什麼之下），以及「leukos」（白色）。
目前确认了三个亚种：
- C. h. hypoleucus，玻利瓦尔省到安蒂奧基亞省（哥伦比亚西北部）
- C. h. carrikeri，安特基奥基亚（哥伦比亚西北部）
- C. h. extinctus，馬格達萊納河（哥伦比亚中部）[4]

## 描述
随着巨嘴擬啄木的分类研究逐渐细化，白背鬚鴷现被认为是美洲鬚鴷科中体型最大的鸟类之一，仅次于紅紋鬚鴷。成年个体体长平均达19公分，雄鸟体重约74.6克，雌鸟约67.4克。
该物种上体以黑色为主，颈部和肩部密布浅色细纹。由于条纹常被高大树冠遮挡，野外观察时较难辨识。其显著特征包括鲜红色额顶、乳白色下体及胸前的肉桂色羽斑，下体羽毛边缘带有渐变黄晕。虹膜呈猩红色，喙部为明黄色，腿部灰绿。雌鸟与雄鸟外观相似，唯雌鸟下喙基部具黑色斑点。

## 棲息與分布
白背鬚鴷分布在哥伦比亚的馬格達萊納河中部，海拔約200至1,800公尺之间。
該鳥生活在热带地区，栖息於森林中的湿润山坡或者草地、次生林和果树所混合而成的森林。

## 行為和生態
此物種通常成對或家族群體覓食，並可能與其他物種混群覓食。其主要活動範圍為森林冠層，亦會至芒果樹、冠果樹等果樹下覓食。
該物種的数量正在下降，主要是因栖息地的丧失。国际自然保护联盟的红色名冊将该鳥類列为易危物种。哥伦比亚的鸟类红皮书指出，该鳥類已经失去了百分之60的栖息地，这种栖息地仍然在不断的减少，因此将该鸟类列为濒危物种。造成这种栖息地丧失的原因是因為非法种植、過度使用杀虫剂以及金矿开采。

## 外部連結
- 维基共享资源上的相關多媒體資源：白背鬚鴷
- 維基物種上的相關：白背鬚鴷